# ハニ族

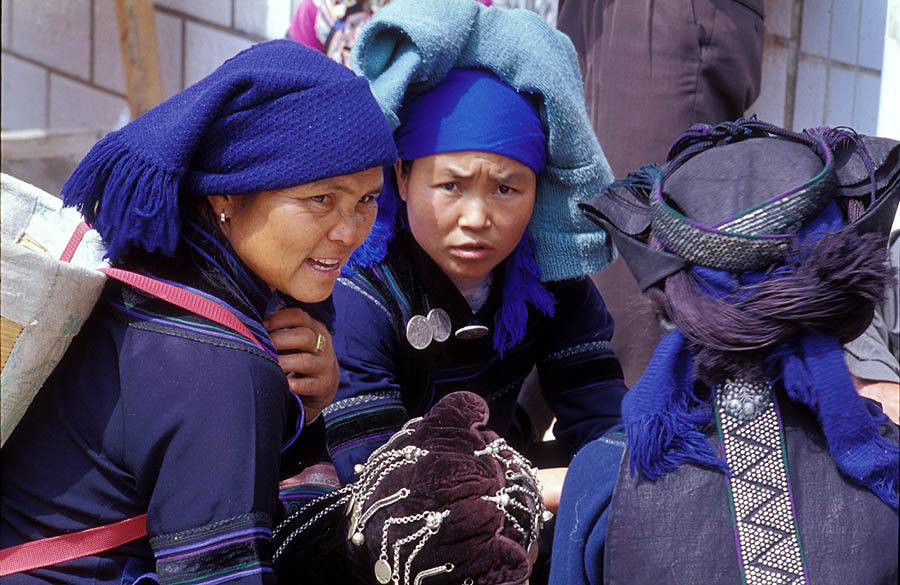
ハニ族、雲南省

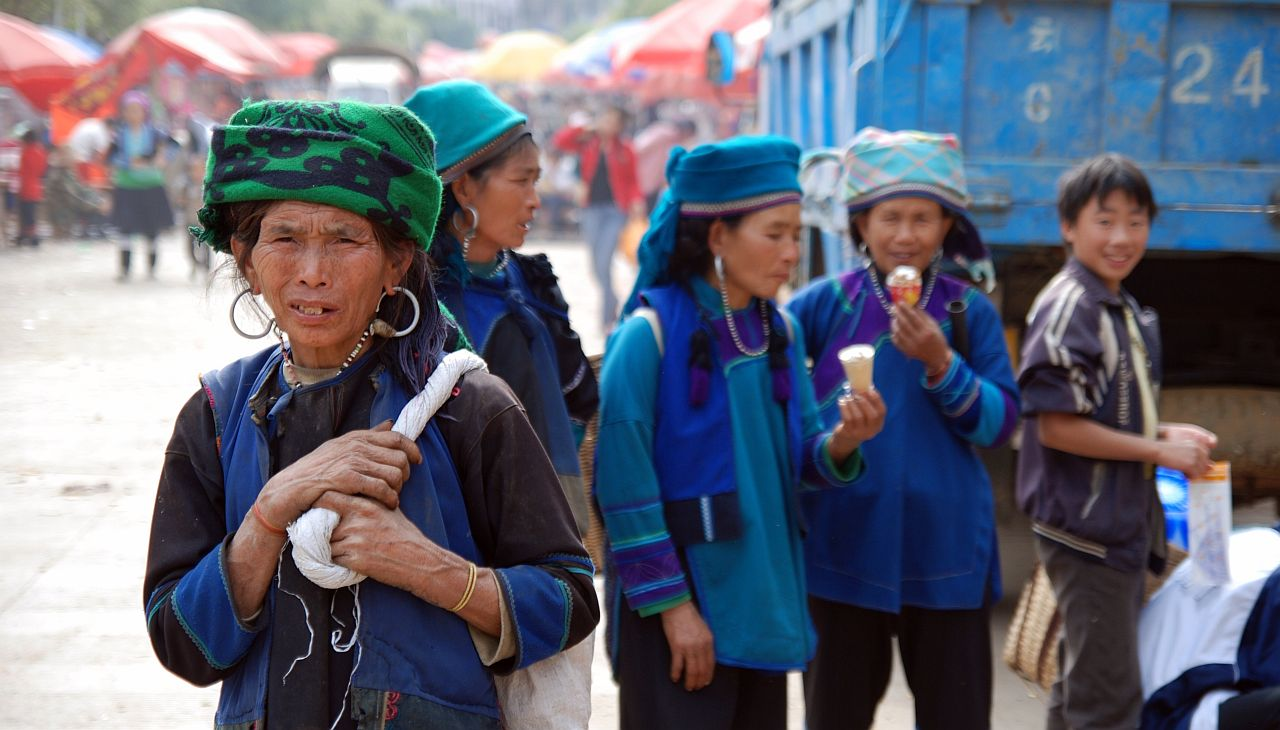
ハニ族、雲南省

ハニ族（ハニぞく、中国語: 哈尼族、ベトナム語：Người Hà Nhì / 𠊛何貳）は、中華人民共和国の少数民族のひとつ。主に雲南省西南部、紅河西側の哀牢山区にある新平・鎮沅・墨江・元江・紅河・元陽・緑春・金平・江城などの県に住む。2000年の人口調査によれば、ハニ族人口は1,439,673人であった。雲南省の少数民族としてはイ族・ペー族に次いで多い。ミャンマー・タイ・ラオスにおいてはアカ族の名で知られている。

## 概要
行政的には雲南省紅河ハニ族イ族自治州を構成するほか、西隣の普洱市に寧洱ハニ族イ族自治県・元江ハニ族イ族タイ族自治県・墨江ハニ族自治県・江城ハニ族イ族自治県がある。

### 自治州
- 雲南省
  - 紅河ハニ族イ族自治州

### 自治県
- 雲南省
  - 元江ハニ族イ族タイ族自治県
  - 寧洱ハニ族イ族自治県
  - 墨江ハニ族自治県
  - 江城ハニ族イ族自治県
  - 鎮沅イ族ハニ族ラフ族自治県

### 民族郷
- 瀾滄ラフ族自治県
  - 発展河ハニ族郷
  - 酒井ハニ族郷
- 景洪市
  - 景哈ハニ族郷
- 勐海県
  - 格朗和ハニ族郷
  - 西定ハニ族プーラン族郷

## 歴史
ハニ族の先民は古代の和夷であろうといわれている。和夷は、和泥・和蛮とも称され、古羌人が分かれたもので、4世紀から8世紀に雲南西南部に移動した。唐代には南詔の支配を受け、元代に雲南行省の元江路軍民総管府となった。
明代、ハニ族首領は土司に任命され、清代には一部で改土帰流が行われたが、思陀・渓処・落恐・左能などの土地の土官は存続し、土司が依然としてこれら地区の統治者であった。
中華人民共和国成立後、1952年には県と同レベルの紅河ハニ族自治区が作られ、1957年11月に蒙自専区との合併によって、紅河ハニ族イ族自治州と変わった。
1954年5月には江城ハニ族イ族自治県が、1979年11月には墨江ハニ族自治県が、1980年11月には元江ハニ族イ族ダイ族自治県が作られている。

## 言語
言語はシナ・チベット語族チベット・ビルマ語派イ語グループに所属するハニ語を使用する。言語的には雲南省北部のナシ族やリス族及びイ族に近い。ハニ語は3つの方言に分かれ、その発音や語彙の差が大きいために、違う方言との会話は困難である。しかし、文法的な差は小さい。もともと文字はなかったが、1957年に政府の援助によりラテン文字を基礎とする民族文字が作られた。

## 文化

### 風俗習慣
ハニ族は山の中腹に住み、山勢に依って村寨を建てる。家屋は石で基礎を作り、土壁を用いる。
衣服は青色が多く、男子は黒色の頭巾を被る。青年男女は自由恋愛を認められるが、結婚には父母の承認が必要である。
結婚後は厳格な一夫一妻制が行われる。ハニ族には古羌人の父子連名制の伝統が残る。これは父の名前の後を取って、子の名前の初めとするものである。

### 食文化
ハニ族は伝統的に1日2食で、コメを主食とし、トウモロコシを補助的なカロリー源としている。コメは白飯に炊いて食べるほか、粥・餅・ビーフン等にも加工する。エンドウからゼリー状の凉粉を作り、大豆で豆腐や味噌を作る。発酵食品として、野菜の漬物・メンマの類・トウチなどがある。
ブタやニワトリや山で取れた獲物を使った炒め物、焼き物の肉料理や、血を固めたゼリー・魚のスープ・蛇肉・蜂の子のすり身などの動物性食品も多用する。味付けは唐辛子・コリアンダー・ショウガ・ニンニクの芽・トウチなどを用いた、刺激が強く濃厚なものが多い。火を神聖なものと見ているため、飯などの煮物と、動物の焼き物を別の場所（別の火）で行う伝統がある。また、客をもてなす際には、男女が別の部屋で食べたり、長街宴が開かれたりする。
五穀豊穣を祈る目的で、初夏に田に出てイナゴを取って食べる祭りを行う。棚田では鯉の稚魚を放し、稲とともに収穫する。

### 日本渡来説
弥生時代の遺跡等から見つかった人骨とDNA・骨格等が一致又は酷似しており、大豆を使った納豆や味噌さらに歌垣の文化、自然崇拝のアニミズム等日本との共通点が多い。
ハニ族は4世紀以降に戦火から逃れて南下したとされるが、遥か東の日本列島まで到達していた痕跡が見つかっている。

#### 鳥居
ハニ族はベトナムやラオス・ミャンマー・タイにも移住しており、現地ではアカ族と呼ばれている。特にラオスに住むアカ族の村の入り口には木で作った門があり形が日本の最古の鳥居に似ている。日本のように磨いた白木を組み合わせてはいないが、鳥居の形状と魔除けの役割を負っている点で一致しており、門の上に鳥の彫刻が据えられている場合もある。日本の弥生時代の一部遺構から似た形の鳥を模した彫刻が見つかった例もある。
また鳥居の風習は四川省涼山に棲むイ族（彝族）とも共通しておりチベットから流れる長江（揚子江）付近に存在した長江文明担い手の子孫とされるイ族と元々の生活域が近い事から近縁であると考えられる。